# Jean-Noël Hamal
Pour les articles homonymes, voir Hamal.
Jean-Noël Hamal, né à Liège le 23 décembre 1709 où il meurt le 26 novembre 1778, est un  compositeur liégeois.

## Vie
Après avoir fait son apprentissage avec son père Henri-Guillaume Hamal (élève de Lambert Pietkin), également compositeur, il devint à six ans chantre de la maîtrise de la cathédrale Notre-Dame et Saint-Lambert sous Henri-Denis Dupont. C'était un ensemble musical de plus d’une trentaine de musiciens, qu’il dirigea de 1737 à 1770. Il a complété sa formation de 1728 à 1731 au Collège liégeois Darchis à Rome, fondé en 1699 par la Chanoine Darchis, où il reçut des leçons de Giuseppe Amadori (1670-1730). Au cours d'un deuxième voyage en Italie, il rencontre le violoniste Niccolò Jommelli et Francesco Durante. De retour à Liège, il devient directeur de la musique de la cathédrale Saint-Lambert et, en 1745, chanoine impérial. Depuis 1738, les membres de la famille Hamal donnaient régulièrement de Grands concerts spirituels à l'Hôtel de ville de Liège.
Après des conflits avec le chapitre, c'est son neveu et élève Henri Hamal (1744-1820) qui occupa à partir de 1770 le poste de maître de musique du chapitre jusqu'à la destruction de la cathédrale en 1793.

## Œuvres

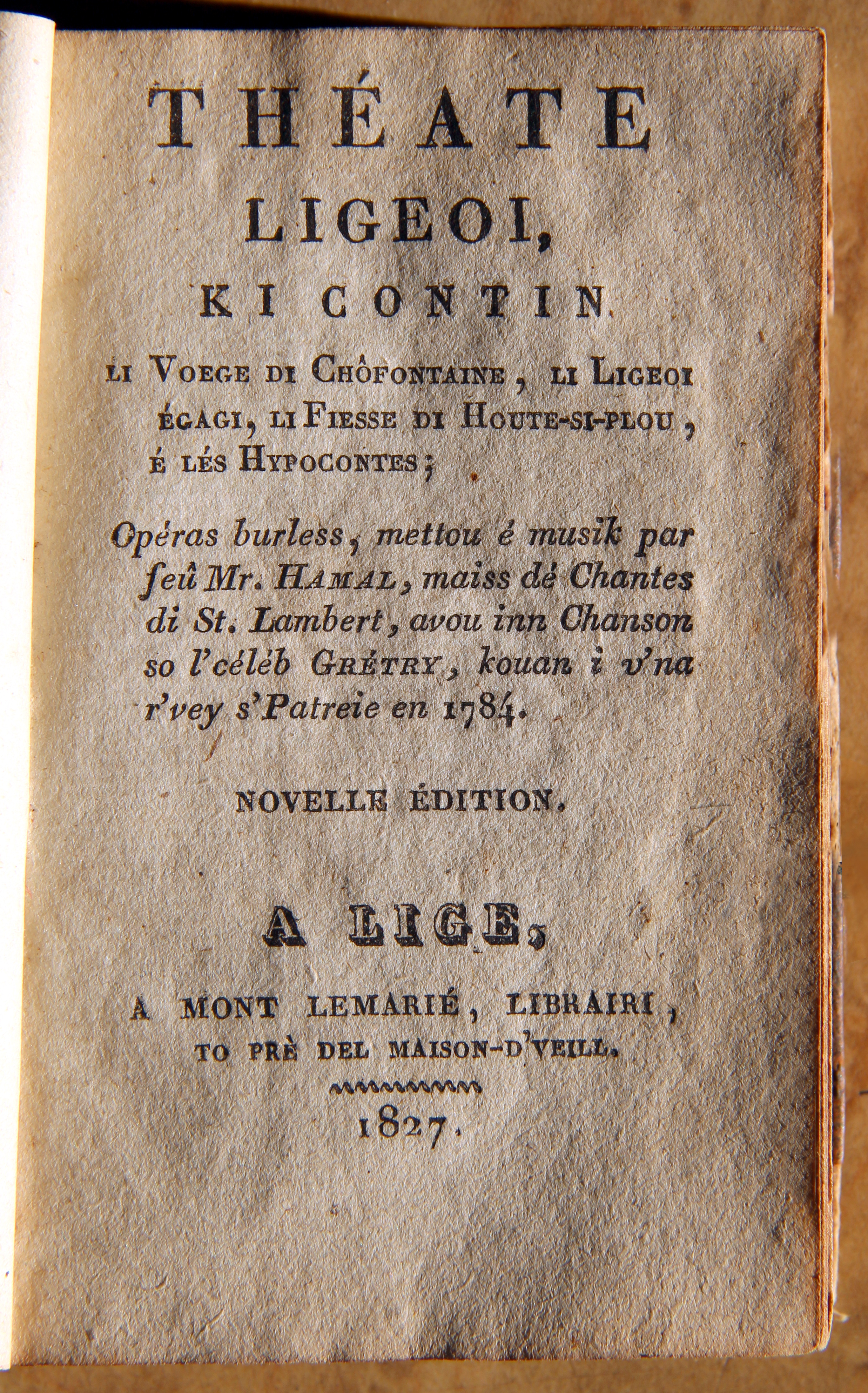
Page de titre du livret des 4 opéras burlesques.

- 92 motets, 34 messes, 24 psaumes des cantates, 5 lamento, 6 litanies, 4 oratorios
- 2 Te Deum, dont un en 1763 pour l’avènement du prince-évêque Charles-Nicolas d'Oultremont
- 3 opus de symphonies (dont l'op. 2 paraît à Liège en 1750 chez Benoît Andrez)
- 3 volumes de fragment symphoniques et ouvertures
- 4 opéras burlesques écrits en wallon liégeois[1] du XVIIIe siècle :
  - Li Voëgge di Chôfontaine (23 janvier 1757)
  - Li Ligeoi ègagî (14 avril 1757)
  - Li Fiess di Houte-si-plou (décembre 1757)
  - Les Ypoconte (février 1758)[2]
- Pièces de clavecin inédites

## Hommage
La rue Hamal, au centre de Liège, rend hommage au compositeur.